# Polônia e as armas de destruição em massa
Polônia atualmente não se sabe ou se crê possuir armas de destruição em massa. Durante a Guerra Fria, ogivas nucleares soviéticas estavam armazenadas na Polônia e designadas para implantar dentro do Exército Popular da Polônia. A Polônia também estava trabalhando com a Rússia para ajudar a eliminar os grandes arsenais de armas químicas e biológicas desenvolvidos pelos países do Pacto de Varsóvia. A Polônia ratificou o Protocolo de Genebra, em 4 de fevereiro de 1929.

## Armas químicas
A Polônia ratificou a Convenção sobre as Armas Químicas em 23 de agosto de 1995 e não declarou qualquer programa ofensivo ou arsenais de armas químicas. Em 2004, durante a Cúpula do G8 foi alcançado um acordo russo-polaco no plano de destruição de armas químicas. O acordo de armas químicas vai ajudar a Rússia na eliminação de seus arsenais de lewisite.

## Armas biológicas
A Polônia ratificou a Convenção sobre as Armas Biológicas em 25 de janeiro de 1973 e não é conhecida por ter realizado qualquer atividade proibida pelo BWC.

## Armas nucleares
A própria Polônia nunca possuiu armas nucleares, mas, como parte do Pacto de Varsóvia foi equipado com aviões (como o MiG-21, Su-7 e Su-22), bem como mísseis balísticos de curto alcance (como o R-300 Elbrus, 9K52 Luna-M e OTR-21 Tochka) que poderiam ser usados para entregar armas nucleares soviéticas, que seriam fornecidas em tempos de guerra. Desde o fim da Segunda Guerra Mundial, a União Soviética manteve grandes quantidades de tropas em território polaco, estas tropas estavam equipadas com armas nucleares. Em 1991, a Polônia anunciou que iria remover os sistemas de distribuição com capacidade nuclear de seu inventário de armas. Resolveram manter cerca de 40 sistemas OTR-21 Tochka armados com ogivas convencionais para auto-defesa. Estes lançadores já foram completamente reformados. Na década de 70 havia uma ideia de desenvolver uma bomba de hidrogênio, que foi mantida em segredo por parte da União Soviética, no entanto, foi abandonada rapidamente.